# Райно Ентъртейнмънт
„Райно Ентъртейнмънт“ (на английски: Rhino Entertainment) е американска компания, специализирала се в продуциране на музикални изпълнители. Тя е собственост на „Уорнър Мюзик Груп“.
Първоначално „Райно Ентъртейнмънт“ преиздава нестандартни песни за дружеството, а в периода от 1970 г. до 1980 г., издава компилации на поп музика, рокендрол и ритъм енд блус, които са  популярни от 1950 г. до 80-те години на 20-и век. Тя също издава ретроспективи на известни комедийни изпълнители, в това число Ричард Прайър, Стан Фрибърг, Том Лийхър и Спайк Джоунс. В края на 80-те започва да се специализира в домашно видео, телевизионни програми и сериали.
Някои от изпълнителите, на които компанията издаван ремастерирани колекции са: Ерик Бърдън, Фъни, Дани Миноуг, „Рамоунс“, „Грейтфул Дед“, Емерсън, Лейк енд Палмър, „Бийч Бойс“, „Йес“, „Доуби Брадърс“, „Карс“, „Чикаго“, Том Пакстън, „Дорс“, „Уар“ и „Би Джийс“.